# Northern Kabuntalan
Northern Kabuntalan est une localité de la province de Maguindanao, aux Philippines. En 2015, elle compte 25 232 habitants.